# Fibrato

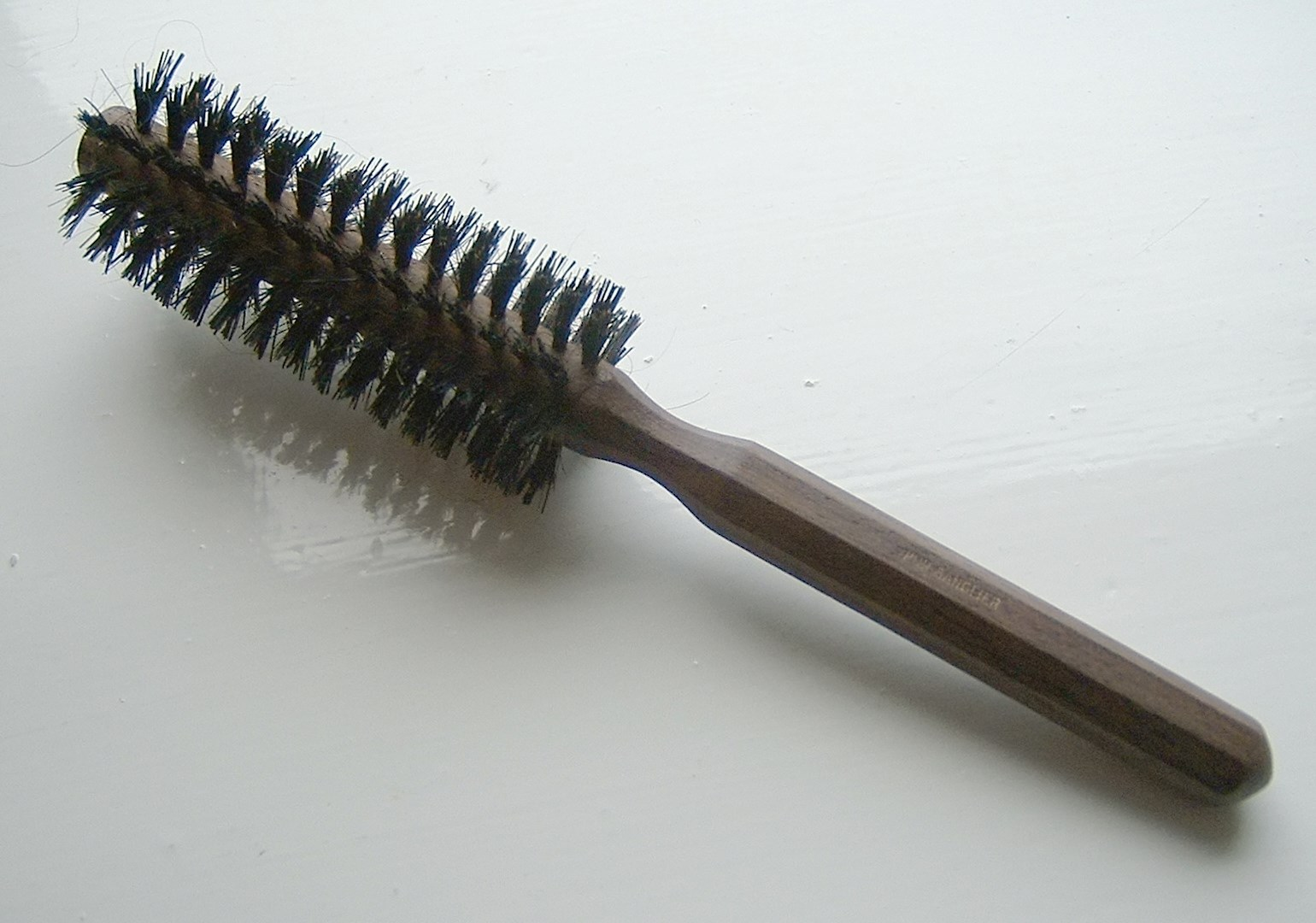
Una spazzola cilindrica illustra intuitivamente il concetto di fibrato. La spazzola rappresenta un fibrato dove la base è un cilindro e le fibre (setole) sono i segmenti. L'applicazione
manda un punto di ogni setola nel punto del cilindro dove la setola è attaccata.

In matematica, e più precisamente in topologia, un fibrato è una particolare funzione {\displaystyle \pi :E\to B} che si comporta localmente come la proiezione di un prodotto su un fattore. 
I fibrati sono utili in topologia differenziale e in topologia algebrica. Un esempio importante di fibrato è il fibrato tangente. Sono anche uno strumento importante nella teoria di gauge.

## Definizione
Un fibrato è una funzione suriettiva continua fra spazi topologici {\displaystyle \pi :E\to B} che è localmente un prodotto. 
Più precisamente, fissato uno spazio topologico {\displaystyle F}, ogni punto {\displaystyle x} di {\displaystyle B} possiede un intorno aperto {\displaystyle U} tale che la controimmagine {\displaystyle \pi ^{-1}(U)} è omeomorfa al prodotto {\displaystyle U\times F}, e la {\displaystyle \pi } letta su questo prodotto è la proiezione sul primo fattore. In altre parole, il seguente diagramma commuta:
dove {\displaystyle {\mathrm {proj} }_{1}\colon U\times F\to U} è la naturale proiezione sul primo fattore e {\displaystyle \phi \colon \,\pi ^{-1}(U)\to U\times F} è un omeomorfismo. L'insieme di tutti gli omeomorfismi {\displaystyle \{(U_{i},\phi _{i})\}} si dice trivializzazione locale del fibrato.
Lo spazio {\displaystyle B} è la base o spazio di base, {\displaystyle F} è la fibra, {\displaystyle E} è lo spazio totale e {\displaystyle \pi } la proiezione. Il fibrato è a volte denotato nel modo seguente:
{\displaystyle F\longrightarrow E\ {\xrightarrow {\,\ \pi \ }}\ B}
Un fibrato è differenziabile (o liscio) se è definito nella categoria delle varietà differenziabili: {\displaystyle E,B} e {\displaystyle F} in questo caso sono varietà differenziabili e le {\displaystyle \pi ,\phi } sono funzioni differenziabili. In particolare, ogni fibrato differenziabile è una varietà fibrata.

## Esempi

### Prodotto
Il prodotto topologico {\displaystyle E=B\times F} di due spazi è, con la proiezione sul primo fattore, un fibrato sopra la base {\displaystyle B} a fibra {\displaystyle F}. Un tale fibrato è detto banale (o triviale). Si dimostra che ogni fibrato sopra uno spazio cellulare  contrattile  è banale.

### Nastro di Möbius

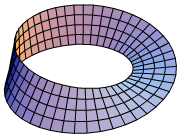
Il nastro di Möbius è un fibrato non banale sulla circonferenza.

Il nastro di Möbius è forse l'esempio più semplice di fibrato non banale. La base {\displaystyle B} consiste in una circonferenza, e la fibra {\displaystyle F} è un segmento. Dato {\displaystyle x} in {\displaystyle B}, un piccolo arco {\displaystyle U} della circonferenza contenente {\displaystyle x} ha effettivamente come controimmagine un rettangolo {\displaystyle U\times F}. Globalmente, il nastro di Möbius non è però un prodotto {\displaystyle B\times F}: un tale prodotto sarebbe infatti una corona circolare.

### Toro e bottiglia di Klein

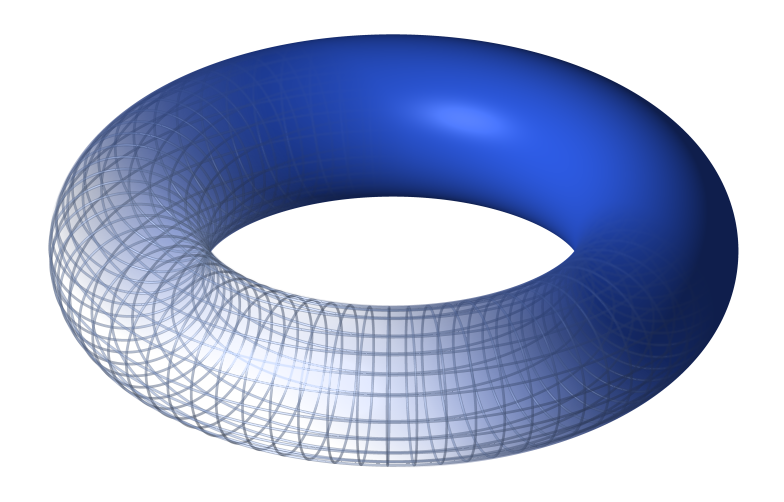
Un toro.

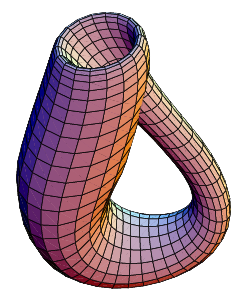
La bottiglia di Klein immersa nello spazio tridimensionale.

Analogamente, il toro è un prodotto {\displaystyle S^{1}\times S^{1}} fra due circonferenze {\displaystyle S^{1}}, mentre la bottiglia di Klein è un altro fibrato, avente sempre base {\displaystyle S^{1}} e fibra {\displaystyle S^{1}}.

### Rivestimenti
Un rivestimento è un fibrato in cui la proiezione è un omeomorfismo locale. In particolare, la fibra è un insieme discreto di punti.

### Fibrati vettoriali
Un fibrato vettoriale è un fibrato la cui fibra {\displaystyle F} è uno spazio vettoriale. I fibrati vettoriali occupano un ruolo centrale in topologia e in geometria algebrica. L'esempio più importante di fibrato vettoriale è il fibrato tangente.

### Fibrazione di Hopf
La fibrazione di Hopf è un particolare fibrato fra sfere {\displaystyle f:S^{3}\to S^{2}} avente come fibra {\displaystyle S^{1}}.

## Proprietà

### Mappa aperta
La proiezione {\displaystyle \pi } è sempre una funzione aperta.

### Sezioni
Una sezione di un fibrato è una funzione continua 
{\displaystyle s:B\to E\,\!}
tale che {\displaystyle \pi (s(x))=x} per ogni {\displaystyle x} in {\displaystyle B}. Ad esempio, in un fibrato banale {\displaystyle E=F\times B}, preso un punto {\displaystyle y_{0}} in {\displaystyle F}, si può definire la sezione
{\displaystyle s(x)=(y_{0},x).}
Un generico fibrato può ammettere o non ammettere sezioni. L'esistenza di una sezione conduce alla definizione delle classi caratteristiche.
Molti oggetti comunemente incontrati nelle teorie matematiche e fisiche possono essere formalizzati come sezioni di un particolare fibrato, di sovente vettoriale. Ad esempio, un campo vettoriale è una sezione del fibrato tangente. Una forma differenziale o un più generico campo tensoriale (come ad esempio il tensore di Riemann) sono anch'essi sezioni di una tipologia di fibrati vettoriali, noti col nome di fibrati tensoriali. Infine, i campi che costituiscono gli oggetti di studio delle teorie di campo classiche possono essere formalizzati come sezioni di particolari fibrati vettoriali, come avviene ad esempio con gli spinori nelle teorie di campo a spin 1/2.